# Crespià
Crespià è un comune spagnolo di 232 abitanti situato nella comunità autonoma della Catalogna.